# Redtenbacherus jacobsoni
Redtenbacherus jacobsoni är en insektsart som först beskrevs av Rehn, J.A.G. 1912.  Redtenbacherus jacobsoni ingår i släktet Redtenbacherus och familjen Phasmatidae. Inga underarter finns listade i Catalogue of Life.